# Soner Aydoğdu
Soner Aydoğdu (Ankara, 5 gennaio 1991) è un calciatore turco, centrocampista del Samsunspor.

## Carriera

### Club
Aydoğdu nasce a Mamak, un distretto di Ankara, e nel 2007 firma il suo primo contratto da professionista col Gençlerbirliği. Il 22 novembre 2008 debutta in Süper Lig contro il Gaziantepspor. Per la stagione 2009-10 viene mandato in prestito all'Hacettepe, per giocare con più continuità. Tornato al Gençlerbirliği, gioca le successive due stagioni regolarmente, totalizzando complessivamente 41 presenze e 6 gol.
Il 19 luglio 2012 si trasferisce al Trabzonspor per una cifra di poco superiore ai due milioni di euro, sottoscrivendo un contratto quinquennale. Il 18 agosto esordisce contro il Karabükspor, realizzando un assist, mentre il 28 novembre 2013 segna la sua prima rete con la nuova maglia nella sfida di Europa League 2013-14 vinta 4-2 contro l'Apollōn Limassol. La sua prima marcatura in campionato arriva invece contro il Mersin İdman.
Dopo quattro anni a Trebisonda nel 2016 passa all'Akhisar Belediyespor con cui vince, il 10 maggio 2018, il suo primo trofeo in carriera, la Coppa di Turchia 2017-2018.
L'11 giugno 2018 firma un triennale con l'İstanbul Başakşehir, mentre l'estate successiva si trasferisce al Göztepe a titolo temporaneo.

### Nazionale
Dopo aver giocato numerose partite con le varie nazionali giovanili turche, nel 2012 ha giocato 2 partite in nazionale maggiore.

## Palmarès

### Club

#### Competizioni nazionali
- Coppa di Turchia: 1

Akhisar Belediyespor: 2017-2018